# فيلون الجبيلي
فيلو الجبيلي ((بالإغريقية: Φίλων Βύβλιος)‏, Phílōn Býblios; (باللاتينية: Philo Byblius)‏ ), المعروف أيضاً باسم (Herennius Philon - هيرينيوس فيلون) كان كاتب فينيقي قديم كتب عن الأعمال النحوية و المعجمية و التاريخية باللغة الإغريقية، وكان معاصراً للإمبراطور الروماني هادريان. عرف لجمعه أعمال الكاتب الفينيقي سنكنيتن عن تاريخ وديان الفينيقيين.

## حياته
ولد فيلو في القرن الأول الميلادي في جبيل (بيبلوس) في لبنان. عاش في عهد الإمبراطور الروماني هادريان و كتب سيرته ؛ لم تصلنا أي نسخ، من هذه السير، التي فقدت.  تسميته ب- هيرينيوس  "Herennius" يشير إلى أنه كان يعمل للقنصل الروماني هيرينيوس ساويروس "Herenius Severus"  الذي منح فيلو المواطني، الروماني،.

## أعماله
كتب فيلو  قاموس المرادفات و مجموع،  أعمال علمي، نظمها على فئات.  كتب أيضا قائم، تضم المدن المهم، وأشهر مواطنيها كما أنتج عملا عن سير، الإمبراطور هادريان. لم يصلنا من بعض أعماله سوى عناوينها فقط ؛ أما أعماله الأخرى فقد تناقلها بعض الكُتَّاب المسيحيين الأوائل بشكل مجزأ.من أعماله:
- عن اقتناء واختيار الكتب
- عن المدن ورجالها الشهيرين، لخصه النحوي أييلوس سيرينوس، وهو  من أهم المراجع التي إستخدمها النحوي الإغريقي هاسيقيوس الإسكندريس  و المعجمي واللغوي إسطفانس البيزنطي
- على المرادفات الذي  وصلنا من خلال ملخص كتبه الكاهن المصري أمونيوس غراماتيكوس.

عرف فيلون خاص، لترجمته لكتاب تاريخ الفينيقيين للكاهن الفينيقي سَنْكُنْيَتُنْ، الذي يقال إنه عاش قبل حرب طرواد،. نجا من هذا العمل الكثير من الأجزاء  تم الحفاظ عليها بفضل كتابات يوسابيوس في Praeparatio Evangelica (i.9; iv.16). تقدم ترجمات فيلون عن تاريخ وديان، الفينيقيين نظر، يوهيمري،
عن اللاهوت و الميثولوجيا الفينيقي،." أثبتت مخطوطات رأس شمرا (أوغاريت) التي تعود للقرن الرابع عشر قبل الميلاد والتي تمت ترجمتها ونشرها عام 1929 أن سَنْكُنْيَتُنْ هو شخص تاريخي حقيقي نظرا لتجانس ما نسب إليه فيلون من كتابات مع ما أظهرته مخطوطات راس شمرا عن الديان، الفينيقي،.

## وصلات خارجية
- فيلو الجبيلي على موقع الموسوعة البريطانية (الإنجليزية)

1. ↑  Chisholm, Hugh, ed. "Philo, Herennius" in Encyclopædia Brittanica, (11th ed.) Cambridge University Press, 1911.
2. ↑  Forbes, Peter Barr Reid, "Philon of Byblos" in The Oxford Classical Dictionary, New York, New York.: Oxford University Press, 1991, p.823.